# 牧口雄二
牧口 雄二 (まきぐち ゆうじ、1936年6月29日 - 2021年12月5日) は、日本のテレビ・映画監督、プロデューサー。東京都板橋区出身。

## 来歴
東京都立九段高等学校を経て慶應義塾大学文学部を卒業後、1960年（昭和35年）に東映株式会社に入社。以来、京都に在住し、東映京都で山下耕作・中島貞夫作品の助監督を経る。
1975年（昭和50年）に東映ポルノ『玉割り人ゆき』で監督デビュー。『玉割り人ゆき』を当時の東映社長・岡田茂から、叙情とエログロの合わせ、その技を高く評価され、以降『五月みどりのかまきり夫人の告白』などの監督作品を発表した。
1977年の鰐淵晴子主演の話題作『らしゃめん』を最後に劇場映画を離れ、テレビドラマ「暴れん坊将軍」シリーズ、「柳生一族の陰謀」「影の軍団」シリーズ、「長七郎江戸日記」などのプロデューサー・監督業を中心に活動。
1996年（平成8年）に東映を定年退社後、同社のTV作品などを手がけた後、映像業界から退いている。
2021年12月5日、老衰のため死去。85歳没。

## 人物

### カルトプリンス
『玉割り人ゆき』シリーズを始め、企画本田達男、
シナリオ志村正浩の男を殺しまくる尼寺を舞台にラストに圧倒的な映像美を見せる『女獄門帖 引き裂かれた尼僧』、明治時代の毒婦・高橋お伝を主役に和製『俺たちに明日はない』ともいえる青春犯罪ドラマとなった『毒婦お伝と首切り浅』。
海外の好事家に注目され、フランスで日本より先にDVD化された『徳川女刑罰絵巻 牛裂きの刑』など、再評価が高まり名画座で何度もリバイバル公開された。
2015年までに『広島仁義 人質奪回作戦』以外の作品がDVD化、2017年には全作品がDVD化された。
牧口が残した映画9本の音楽を担当したのは、渡辺岳夫である。2020年には、CINEMA－MAXレーベルから『徳川女刑罰絵巻　牛裂きの刑』『女獄門帖　引き裂かれた尼僧』のサウンドトラックが発売される。
助監督時代は、石井輝男のエログロ映画、異常性愛路線には批判的であったが、その現場経験を誰よりも活かした後継者といえる。
頭の回転の速さ、育ちの良さとは異なる独特の世界観を持ち、日本映画界の中でもひときわ異彩を放った監督として「カルトプリンス」とも呼ばれ、コアな根強いファンがいる。

### 牧口イズム
学生時代は、慶應義塾大学時代まで日本文学、江戸川乱歩や夢野久作、竹久夢二などに傾倒し、映画界ではアンダーグラウンドの「エロ・グロ・ナンセンス」と「純粋で美しいファッショナブル」の正反対な映像世界を組み合わせて類稀なる牧口イズムの独特の世界観を展開して映画業界を驚愕させる。
その反面、私生活は文学少年のまま成長したかの様な生真面目さがあり、地味で温厚、物静かな性格であった。気取らず高ぶらないその性格から俳優・女優からの人気は高かった。

### 映画界での親交
特に川谷拓三とは助監督時代から親交が厚く、川谷が俳優として人気が出だした頃に牧口も監督昇進したが、超低予算のデビュー作『玉割り人ゆき』に、川谷は牧口のためにノーギャラで出演をしたというエピソードがある。また、そのくだりは、『知ってるつもり?!』（1997年12月14日放送）で54歳で他界した川谷拓三の生涯が紹介された時に牧口本人がテレビのインタビューで語っている。
助監督時代は、鈴木則文、中島貞夫と一緒に、山下耕作監督の1963年のリメイク版、萬屋錦之介主演『関の弥太っぺ』で将軍と呼ばれた山下耕作監督を盛り立てたという。
佐藤蛾次郎の起用も多く、『暴れん坊将軍』でゲスト出演した蛾次郎のシーンに凝り過ぎて、主役である松平健を待たせて「主役は誰なんだ」と怒らせてしまったり、『柳生一族の陰謀』の九州ロケでは、蛾次郎の出番に力を入れて、山村聡をほったらかしにし、現場で進行主任とやり合うこともあったと映画監督の後輩である土橋亨が語っている。

### プライベート
プライベートでは、妻と二人暮らし。東映の新人女優であった佐藤美鈴<江頭美鈴(現本名)>を見染め、子どもに恵まれなかった夫婦は娘の様に寵愛し、佐藤が都内から仕事で京都に来る時には、自作出演ではなくても京都駅まで送り迎えをし、自宅に住み込ませるなどとても面倒見が良かったのは東映撮影所内でも有名な話であった。女優業ではなく普通の生活をして欲しいと監督らしからぬ発言は、「自分の娘のように心配してくれていたから」とのちにインタビューでも佐藤が語っている。
早くに愛妻を癌で亡くし、失意の中、自身も癌に罹患したが、晩年はひとり旅をするなど、のんびりと本来の牧口らしい生活をしていた。

## 映画

### 監督
- 玉割り人ゆき (1975年)
- 五月みどりのかまきり夫人の告白 (1975年)
- 玉割り人ゆき 西の廓夕月楼 (1976年)
- 戦後猟奇犯罪史 (1976年)
- 徳川女刑罰絵巻 牛裂きの刑 (1976年)
- 広島仁義 人質奪回作戦 (1976年)
- 毒婦お伝と首切り浅 (1977年)
- 女獄門帖 引き裂かれた尼僧 (1977年)
- らしゃめん (1977年)
- 女郎蜘蛛 (1996年、ビデオ作品)

### 助監督
- 関の弥太ッぺ (1963年)
- 天保遊侠伝　代官所破り (1965年)
- 小判鮫　お役者仁義 (1966年)
- 怪竜大決戦 (1966年)
- 兄弟仁義　関東兄貴分 (1967年)
- 大奥(秘)物語 (1967年)
- 徳川女刑罰史 (1968年)
- 戦後最大の賭場 (1969年)
- 極悪坊主　念仏人斬り旅 (1969年)
- 必殺　博奕打ち (1969年)
- 五人の賞金稼ぎ (1969年)
- 関東テキヤ一家　喧嘩仁義（ごろめんつう） (1970年)
- 東京-ソウル-バンコック 実録麻薬地帯 (1973年)
- 極道vs不良番長 (1974年)
- 実録外伝 大阪電撃作戦(1976年)

### 脚本
- らしゃめん (1977年)

### 出演
- 尼寺㊙物語(1968年)

## テレビドラマ
- 暴れん坊将軍シリーズ
- 柳生一族の陰謀 (1978年 - 1979年) ※プロデューサー兼務
- 土曜ワイド劇場 京舞妓殺人事件（1980年）
- 影の軍団シリーズ (1980年 - 1982年、1985年) ※第1作のみプロデューサー兼務
- 12時間超ワイドドラマ 風雲 柳生武芸帳
- 12時間超ワイドドラマ 徳川風雲録 御三家の野望
- 12時間超ワイドドラマ 風雲江戸城 怒涛の将軍徳川家光
- 柳生あばれ旅シリーズ
  - 柳生あばれ旅 ※プロデューサー兼務
  - 柳生十兵衛あばれ旅
- 時代劇スペシャル
- 豪剣！賞金稼ぎ無用ノ介
- 長七郎江戸日記

## 参考書籍
- 女獄門帖 引き裂かれた尼僧 (ワイズ出版、筒井武文 / 多田 功)
- 悪趣味邦画劇場 (洋泉社)
- 映画秘宝2022年3月号～追悼・牧口雄二（双葉社）